# Deep packet inspection
L'ispezione del pacchetto in profondità o in inglese Deep Packet Inspection, IPP o DPI abbreviato è una tecnica di analisi del flusso che passa nell'attrezzatura di rete oltre l'intestazione. L'attrezzatura cerca informazioni nel carico utile dei pacchetti piuttosto che nelle intestazioni (rispetto agli approcci convenzionali). Le firme sono più spesso ricercate per rilevare i tipi di flusso e agire di conseguenza. Esistono diversi campi di applicazioni: prioritizzazione o rallentamento di particolari flussi, censura, rilevamento delle intrusioni. L'ispezione è implementata da governi, ISP e organizzazioni per questi scopi.L'ispezione può rallentare fortemente il traffico in cui viene utilizzato, ciò è dovuto all'elevata potenza di calcolo necessaria per gestire il traffico significativo. Per superare questo problema, vengono proposte diverse soluzioni sia a livello software che a hardware. IPP solleva anche domande sulla privatezza. In effetti, i diversi attori analizzano il contenuto del traffico e questo con obiettivi diversi.

## Tecnologia
Il DPI porta grandi problemi di rallentamento del traffico. È necessaria una grande quantità di calcolo e RAM per trattare efficacemente grandi quantità di pacchetti. Diverse soluzioni sono fatte, a livello software e hardware.

### Algoritmico
Gli strumenti dell'IPP sono alla ricerca di firme di applicazione conosciute utilizzando set di espressioni regolari. Le espressioni regolari utilizzate dai sistemi di rilevamento delle intrusioni sono generalmente costituite da una serie di modelli contenenti: Semplici catene di carattere, Zona di Carattere, Metacarattere, sotto-modelli che si ripetono indefinitamente o un numero di volte.

## Società
L'ispezione dei pacchetti profondi ha grandi implicazioni sociali. In effetti, i dati analizzati sono per lo più privati, il DPI chiede domande legali sulle protezioni di questi dati.

### Legale
Il dominio è piuttosto recente, c'è una sfocatura legale. Le leggi secondo i paesi differiscono e sono applicate in modo disparato. 

### Copyright
L'ispezione profonda del pacchetto può essere utilizzata per scopi di protezione della proprietà intellettuale. Infatti, il traffico P2P, che è fortemente utilizzato per lo scambio illegale di file protetti di proprietà intellettuale, può essere rilevato tramite il DPI. 
L'uso del DPI è stato considerato dal Parlamento olandese in una relazione del 2009 come misura che sarebbe stata aperta a terzi per rafforzare il monitoraggio della proprietà intellettuale, mirando più specificamente a reprimere il download dei contenuti protetti da copyright. Come risultato della critica dalle ONG, questa proposta dovrebbe essere abbandonata. 

### Legislazione
L'articolo 66 della regolamentazione delle telecomunicazioni della Repubblica Popolare Cinese, promulgata nel 2000, stabilisce che "la libertà e la privacy degli utenti giuridici delle telecomunicazioni sono protette dalla legge. Nessuna organizzazione o persona può ispezionare il contenuto delle comunicazioni per qualsiasi motivo."

## Privacy
L'ispezione dei pacchetti profondi può avere un impatto sulla privacy. In effetti, è risultato che è usato in spionaggio delle abitudini degli utenti.